# Vitioara de Sus, Prahova
Vitioara de Sus (în trecut, Vitioara) este un sat în comuna Predeal-Sărari din județul Prahova, Muntenia, România.
Satul se află la aproximativ 6 kilometri și jumătate de Vălenii de Munte (latitudine nordică 45° 10' 60 (45,18333) și longitudine estică 26° 4' 60 (26,08333)), altitudine 351 m și aparține administrativ de comuna Predeal-Sărari. Singurul drum de acces este din Vălenii de Munte, drum parțial asfaltat, care a fost însă deteriorat destul de grav în urma inundațiilor, in Poiana Copăceni. Transportul public (legătura cu Vălenii de Munte) este dificil și în general neregulat.
Satul se află într-o regiune deluroasă, săracă, care nu a fost cooperativizată, unde se practică dintotdeauna o agricultură de subzistență, pomicultură, în special cultura prunului pentru țuică. 
Are o școală generală cu 8 clase, un oficiu poștal, o biserică ortodoxă, trei chioșcuri alimentare și  două cârciumi. Pe teritoriul satului se mai află și o mlaștină care în vara anului 2005 a fost concesionată unei firme particulare în scopul exploatării piscicole și o sondă de petrol în funcțiune.
Satul se află sub acoperirea rețelei de telefonie mobilă Vodafone RO, datorită releului instalat în 2009 în Predeal Sărari. Locuitorii dispun si de telefonie fixă si acces la Internet. Accesul la Internet se face prin rețeaua Romtelecom și, în viitor, prin rețeaua de fibră optică.